# Eustaquio Díaz de Rada
Eustaquio Díaz de Rada y Landívar (Andosilla, Navarra, 20 de septiembre de 1815-Madrid, 2 de febrero de 1890) fue un general español  que participó en las guerras carlistas.

## Biografía
Nació en Andosilla, Navarra, el 20 de septiembre de 1815. Fue hijo del segundo matrimonio de Manuel Díaz de Rada Zalduendo con María Antonia Recart de Landívar Gurrea. Era, por tanto, sobrino del liberal isabelino, José María Recart de Landívar, representante en las Cortes de Navarra y diputado del Reino de Navarra en 1834.
Al comenzar la Primera Guerra Carlista, a la muerte de Fernando VII, ingresó en las filas carlistas como cadete, perteneciendo a uno de los batallones que en los últimos tiempos de la lucha acaudillaba el general García, uno de los generales fusilados en Estella, por orden de Rafael Maroto, el 18 de febrero de 1839.
No se adhirió al convenio de Vergara y emigró a Francia para luego acogerse a una amnistía. Volvió a España y solicitó y obtuvo, por Real orden de 4 de mayo de 1847, la revalidación del empleo de capitán, grado de comandante y una cruz de San Fernando, honores que había alcanzado en el ejército carlista de  Carlos María Isidro.
Al poco tiempo fue destinado en su empleo al regimiento de Zamora; después se le nombró ayudante de órdenes del comandante general de Córdoba; en 1849 quedó en situación de reemplazo, y dos años más tarde fue destinado a las inmediatas órdenes del general Anselmo Blaser, a la sazón capitán general de Navarra, en cuyo puesto continuó hasta febrero de 1853.
Perteneció a la Inspección general de los Carabineros; tomó parte en la Vicalvarada (1854) en las tropas del gobierno, por lo que el general O´Donnell le confirmó en julio de 1856 el grado de teniente coronel, que le había otorgado, por méritos en la citada jornada, el general Blaser, habiendo sido antes nombrado comandante segundo y primero, merced a la protección de este mismo general, por reales órdenes de 20 de agosto y 20 de diciembre de 1853.
Mandó un batallón del regimiento de Borbón; en 1858 el de cazadores de Arapiles; luego fue destinado a los regimientos de Gerona y de Toledo, y en febrero de 1863 se le dio el grado de coronel, confiándosele al mismo tiempo el mando del regimiento de la Constitución.
En el año siguiente, por Real Orden de 7 de febrero de 1865 se dispuso el pase a la situación de reemplazo a causa de su intervención en actos de indisciplina que ocurrieron en el cuartel de la Montaña, donde entonces se hallaba alojado su regimiento de la Constitución.
Entró en relación con el general Prim, a quien estuvo unido durante la conspiración liberal contra el trono de Isabel II.
Por decreto de 27 de octubre de 1868, se le concedió el grado de brigadier, y más tarde fue nombrado por el general Prim comandante general de Burgos, cuando era capitán general de Castilla la Vieja el señor Martínez Tenaquero, carlista que había aceptado el convenio de Vergara. Ambos se hicieron sospechosos al gobierno por su militancia y fueron separados de sus respectivos mandos.

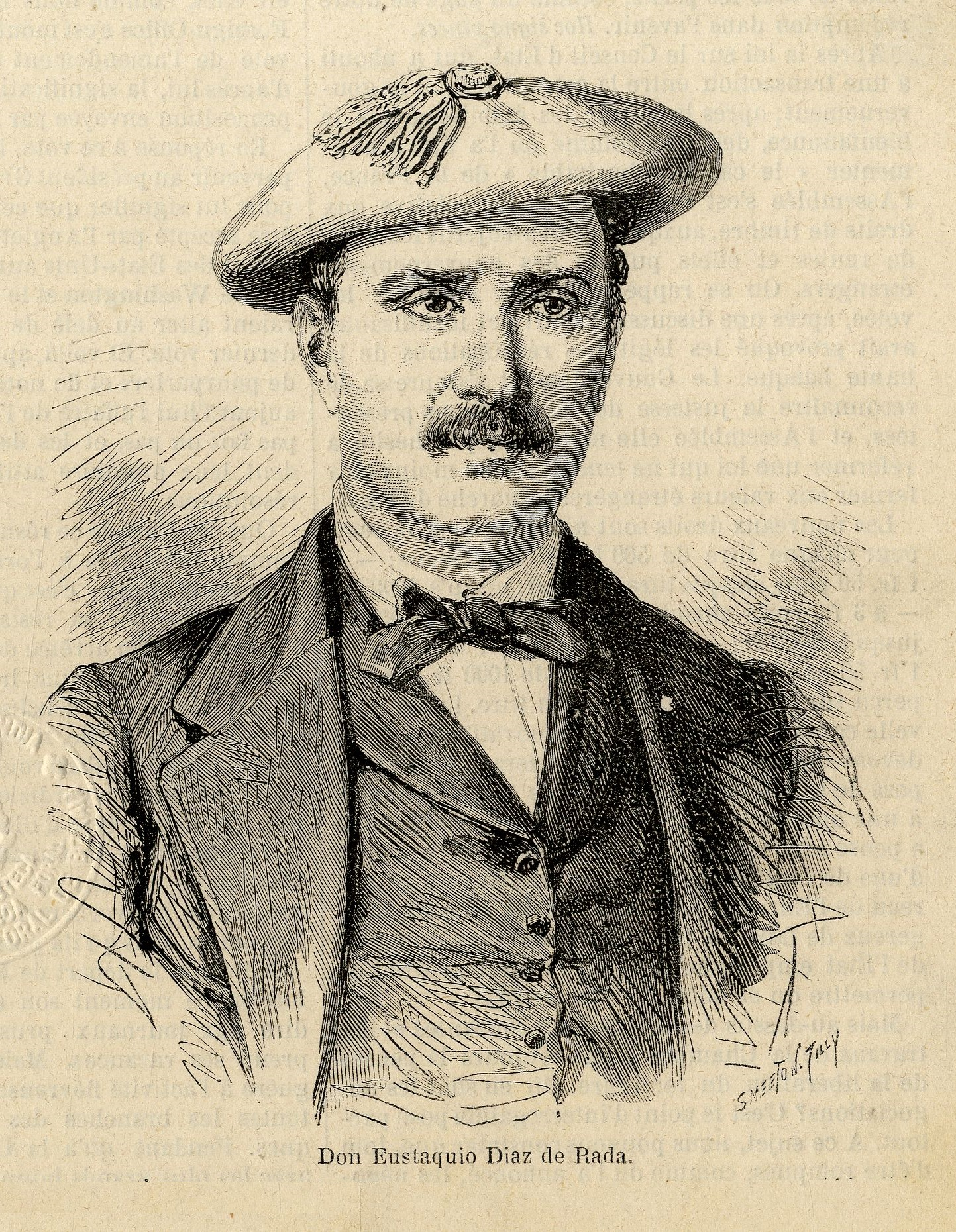
Eustaquio Díaz de Rada.

Asistió el 18 de abril de 1870 a la Asamblea de Vevey, en la que se trató del "caso Cabrera" y de la preparación de un nuevo levantamiento carlista. En dicha reunión apareció como el segundo responsable militar del carlismo, después de Francisco Javier de Elío y se le encomendó la jefatura de la frontera con Francia. En agosto de 1870 Díaz de Rada dirigió las tropas carlistas que cruzaron la frontera cerca de Vera de Bidasoa, aunque enseguida tuvieron que volver a cruzarla. Fracasada la insurrección, tuvo que exiliarse.
A principios de abril de 1872 Carlos de Borbón y Austria-Este, Carlos VII para sus seguidores, había publicado un manifiesto en Suiza donde marcaba claramente sus derechos al trono español y el 14 de abril ordenó a Rada comenzar la sublevación armada que dio lugar a la denominada tercera guerra carlista:  

Querido Rada. El momento solemne ha llegado. Los buenos españoles llaman a su legítimo Rey, y el Rey no puede desoír los clamores de la Patria. Ordeno y mando que el día 21 del corriente se haga el alzamiento en toda España al grito de "Abajo el extranjero! ¡Viva España! Yo estaré de los primeros en el puesto del peligro. El que cumpla merecerá bien del Rey y de la Patria; el que no cumpla sufrirá todo el rigor de mi justicia. Dios de guarde. Carlos.

Acatando la orden de don Carlos, en la madrugada del mismo día 21 de abril, Rada penetró de nuevo en España por Vera de Bidasoa pero tuvo que volver a Francia tras la derrota sufrida en Oroquieta el 4 de mayo. 
Posteriormente Rada fue sustituido en la comandancia de Navarra y Vascongadas por Antonio Dorregaray; algunos achacaron este cambio a acusaciones de traición y otros a que era partidario de Ramón Cabrera, jefe carlista disidente. De hecho, cuando Cabrera reconoció a Alfonso XII, Rada también lo hizo. 

## Fallecimiento
La prensa de la época dio la noticia de su fallecimiento en Madrid el 2 de febrero de 1890. Sin embargo, algunos medios dan otras versiones, por ejemplo, quienes lo confunden con su contemporáneo, el célebre “Radica”, aseguran que murió en la batalla de San Pedro de Abanto, en 1874, tal y como afirma la Enciclopedia Vasca (Auñamendi) o la Gran Enciclopedia Catalana. Antonio M. Moral Roncal afirma que falleció en Pamplona en 1877. En la Gran Enciclopedia de Navarra se lee que “falleció oscuro y olvidado” en 1885, mientras que Iñaki Egaña sitúa su muerte en 1894.